# Jau-Dignac-et-Loirac
 (avril 2019).
 (avril 2019).
Si vous disposez d'ouvrages ou d'articles de référence ou si vous connaissez des sites web de qualité traitant du thème abordé ici, merci de compléter l'article en donnant les références utiles à sa vérifiabilité et en les liant à la section « Notes et références ».
Pour les articles homonymes, voir Jau.
Jau-Dignac-et-Loirac est une commune du Sud-Ouest de la France, dans le département de la Gironde en région Nouvelle-Aquitaine.

## Géographie

### Localisation
La commune de Jau-Dignac-et-Loirac est située dans le Sud-Ouest de la France, dans le Médoc, sur la rive gauche de l'estuaire de la Gironde sur sa rive gauche, à environ 30 km au sud de la pointe de Grave, 15 km à l'est des plages de l'océan Atlantique et à 80 km au nord de Bordeaux dans le département de la Gironde.

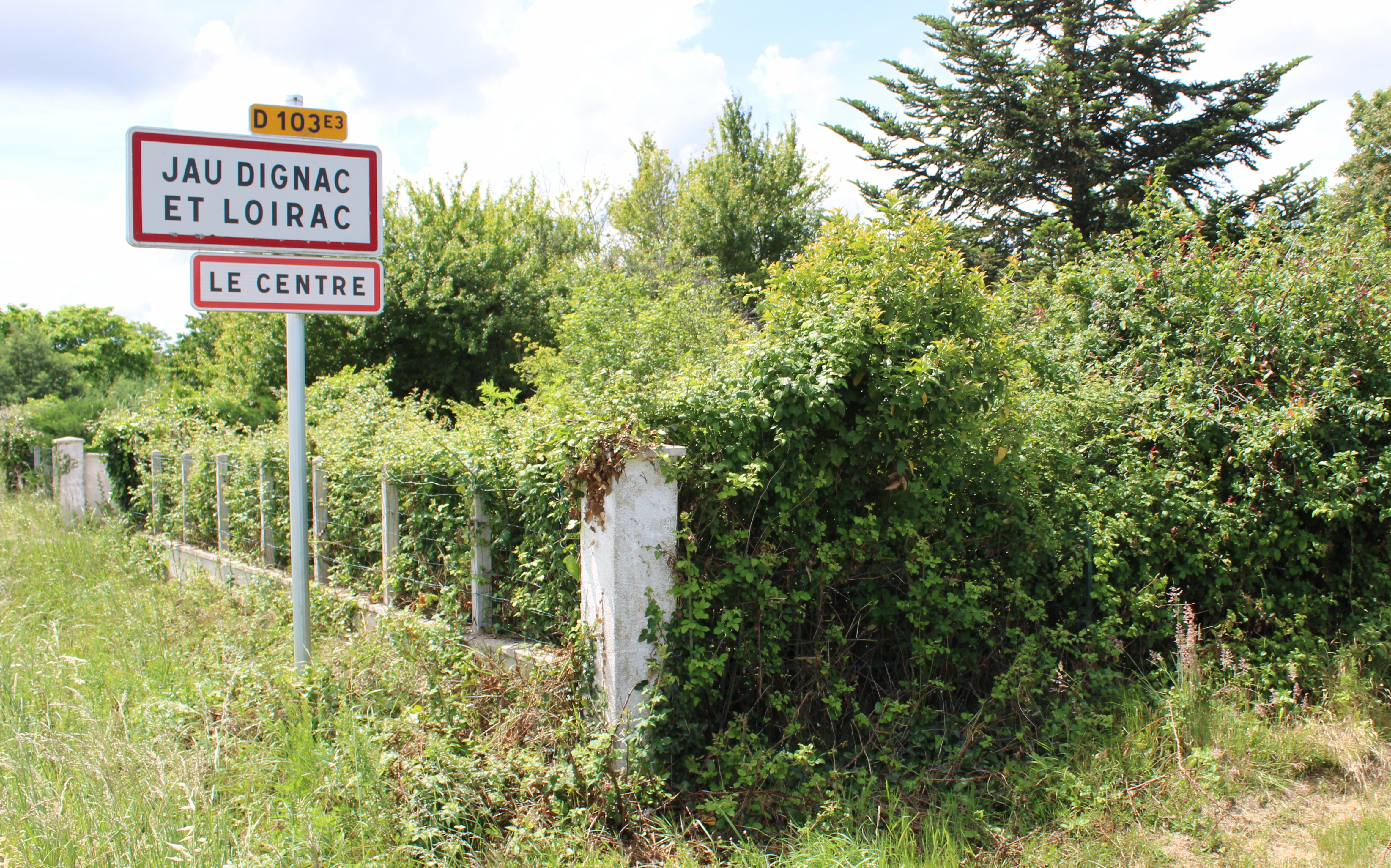
Entrée de la commune.

La commune s'étend sur 41,2 km2 et compte 982 habitants (en 2022). Avec une densité de 23,9 habitants par km2, Jau-Dignac-et-Loirac a connu une nette hausse de 13,9 % de sa population par rapport à 1999.
Entouré par les communes de Valeyrac, Queyrac et Saint-Vivien-de-Médoc, Jau-Dignac-et-Loirac est situé à 6 km au nord-est de Queyrac la plus grande ville à proximité.
La commune de Jau-Dignac-et-Loirac fait partie de la Communauté de communes Médoc Atlantique.

### Communes limitrophes
Les communes de Barzan, Chenac-Saint-Seurin-d'Uzet, Mortagne-sur-Gironde et Floirac sont sur la rive droite de l'estuaire de la Gironde.
| Saint-Vivien-de-Médoc | Barzan (Charente-Maritime) | Chenac-Saint-Seurin-d'Uzet (Charente-Maritime)            |
| Vensac                | Jau-Dignac-et-Loirac       | Mortagne-sur-Gironde (Charente-Maritime)                  |
| Queyrac               | Bégadan                    | Floirac (Charente-Maritime, par un quadripoint), Valeyrac |

### Hydrographie
Situé à treize mètres d'altitude, le ruisseau des Douze Pieds est le principal cours d'eau qui traverse la commune.

### Climat
Pour des articles plus généraux, voir Climat de la Nouvelle-Aquitaine et Climat de la Gironde.

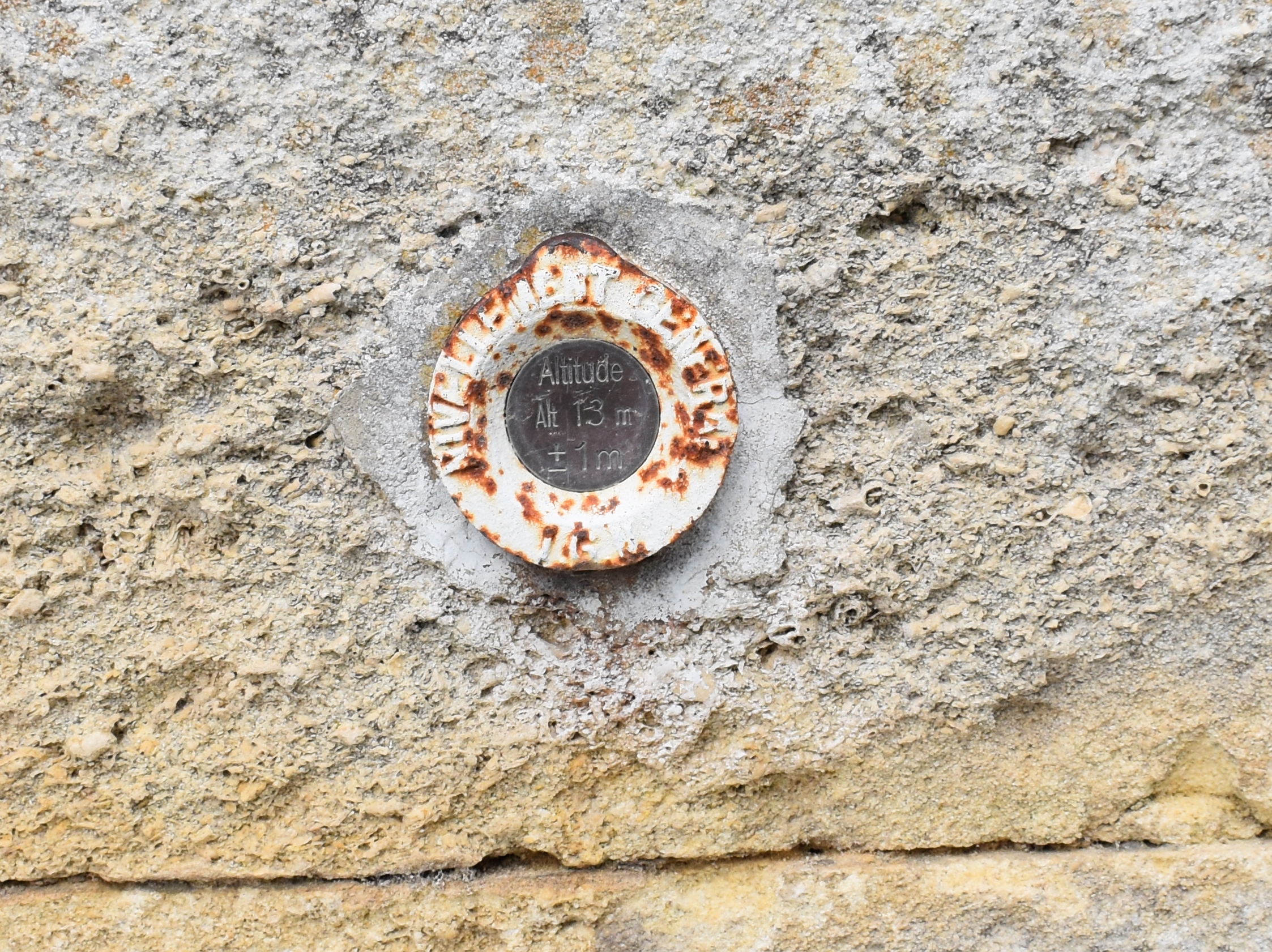
Borne de nivellement sur le mur de l'église - Altitude 13 m.

Historiquement, la commune est exposée à un climat océanique aquitain.  
En 2020, Météo-France publie une typologie des climats de la France métropolitaine dans laquelle la commune est exposée à un climat océanique et est dans la région climatique  Littoral charentais et aquitain, caractérisée par une pluviométrie élevée en automne et en hiver, un bon ensoleillement, des hiver doux (6,5 °C), soumis à la brise de mer.
Pour la période 1971-2000, la température annuelle moyenne est de 12,9 °C, avec une amplitude thermique annuelle de 14,1 °C. Le cumul annuel moyen de précipitations est de 891 mm, avec 12,4 jours de précipitations en janvier et 6,5 jours en juillet. Pour la période 1991-2020, la température moyenne annuelle observée sur la station météorologique la plus proche, située sur la commune de Vensac à 6,6 km à vol d'oiseau, est de 13,4 °C et le cumul annuel moyen de précipitations est de 921,5 mm,. Pour l'avenir, les paramètres climatiques de la commune estimés pour 2050 selon différents scénarios d’émission de gaz à effet de serre sont consultables sur un site dédié publié par Météo-France en novembre 2022.

## Urbanisme

### Typologie
Au 1er janvier 2024, Jau-Dignac-et-Loirac est catégorisée commune rurale à habitat dispersé, selon la nouvelle grille communale de densité à sept niveaux définie par l'Insee en 2022.
Elle est située hors unité urbaine et hors attraction des villes,.
La commune, bordée par l'estuaire de la Gironde, est également une commune littorale au sens de la loi du 3 janvier 1986, dite loi littoral. Des dispositions spécifiques d’urbanisme s’y appliquent dès lors afin de préserver les espaces naturels, les sites, les paysages et l’équilibre écologique du littoral, tel le principe d'inconstructibilité, en dehors des espaces urbanisés, sur la bande littorale des 100 mètres, ou plus si le plan local d’urbanisme le prévoit.

### Occupation des sols

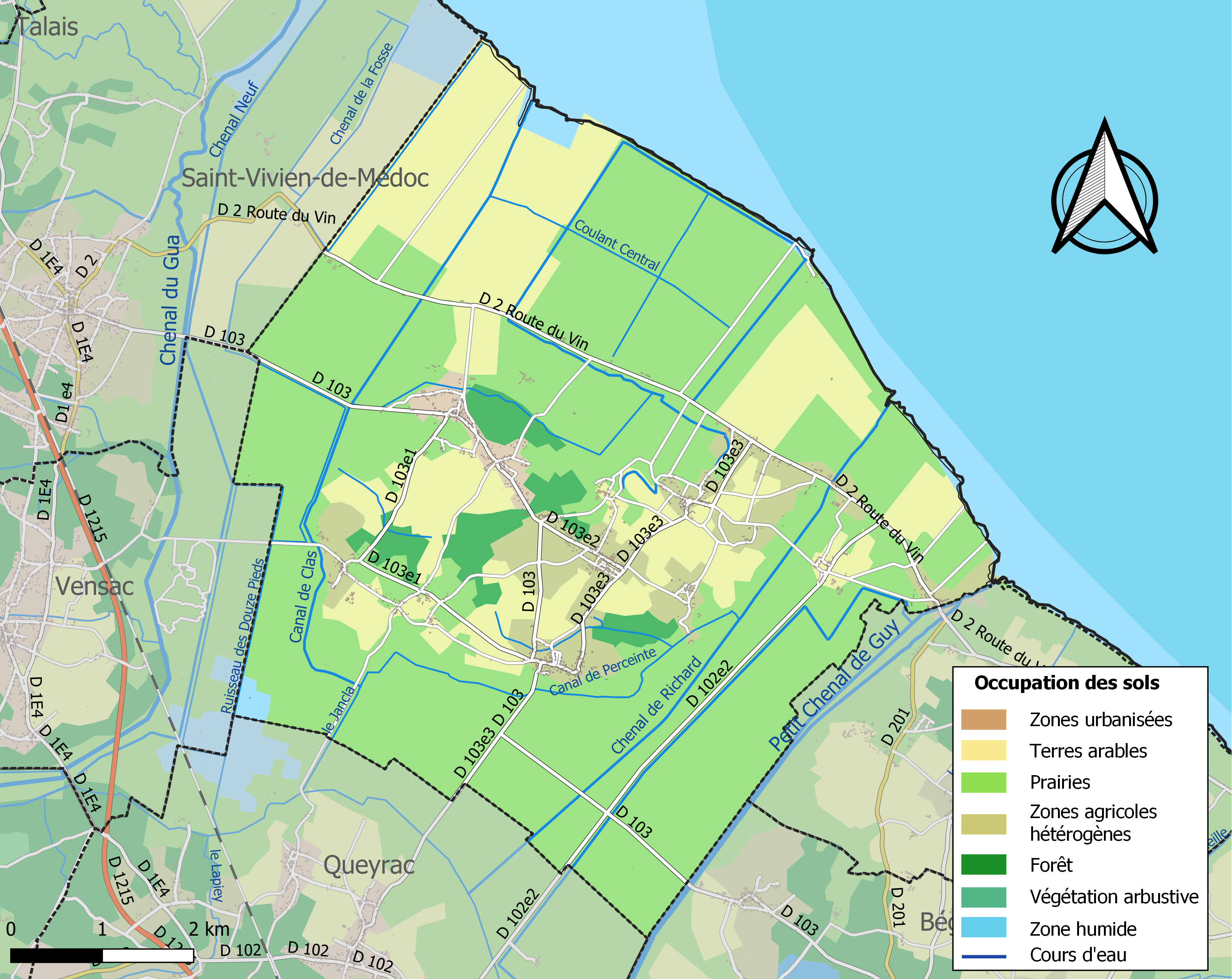
Carte des infrastructures et de l'occupation des sols de la commune en 2018 (CLC).

L'occupation des sols de la commune, telle qu'elle ressort de la base de données européenne d’occupation biophysique des sols Corine Land Cover (CLC), est marquée par l'importance des territoires agricoles (47,5 % en 2018), en diminution par rapport à 1990 (48,6 %). La répartition détaillée en 2018 est la suivante : 
eaux maritimes (42,8 %), prairies (31,9 %), zones humides côtières (7,3 %), terres arables (6,8 %), cultures permanentes (4,9 %), zones agricoles hétérogènes (3,9 %), forêts (1,8 %), zones urbanisées (0,6 %). L'évolution de l’occupation des sols de la commune et de ses infrastructures peut être observée sur les différentes représentations cartographiques du territoire : la carte de Cassini (XVIIIe siècle), la carte d'état-major (1820-1866) et les cartes ou photos aériennes de l'IGN pour la période actuelle (1950 à aujourd'hui).

### Morphologie urbaine
La commune comporte les villages de Jau, Dignac, Loirac et le Centre. La mairie, l'église et les commerces sont situés au Centre.

### Risques majeurs
Le territoire de la commune de Jau-Dignac-et-Loirac est vulnérable à différents aléas naturels : météorologiques (tempête, orage, neige, grand froid, canicule ou sécheresse), inondations et séisme (sismicité très faible). Un site publié par le BRGM permet d'évaluer simplement et rapidement les risques d'un bien localisé soit par son adresse soit par le numéro de sa parcelle.
Certaines parties du territoire communal sont susceptibles d’être affectées par le risque d’inondation par débordement de cours d'eau, notamment le chenal de Guy. La commune a été reconnue en état de catastrophe naturelle au titre des dommages causés par les inondations et coulées de boue survenues en 1982, 1999 et 2009,.

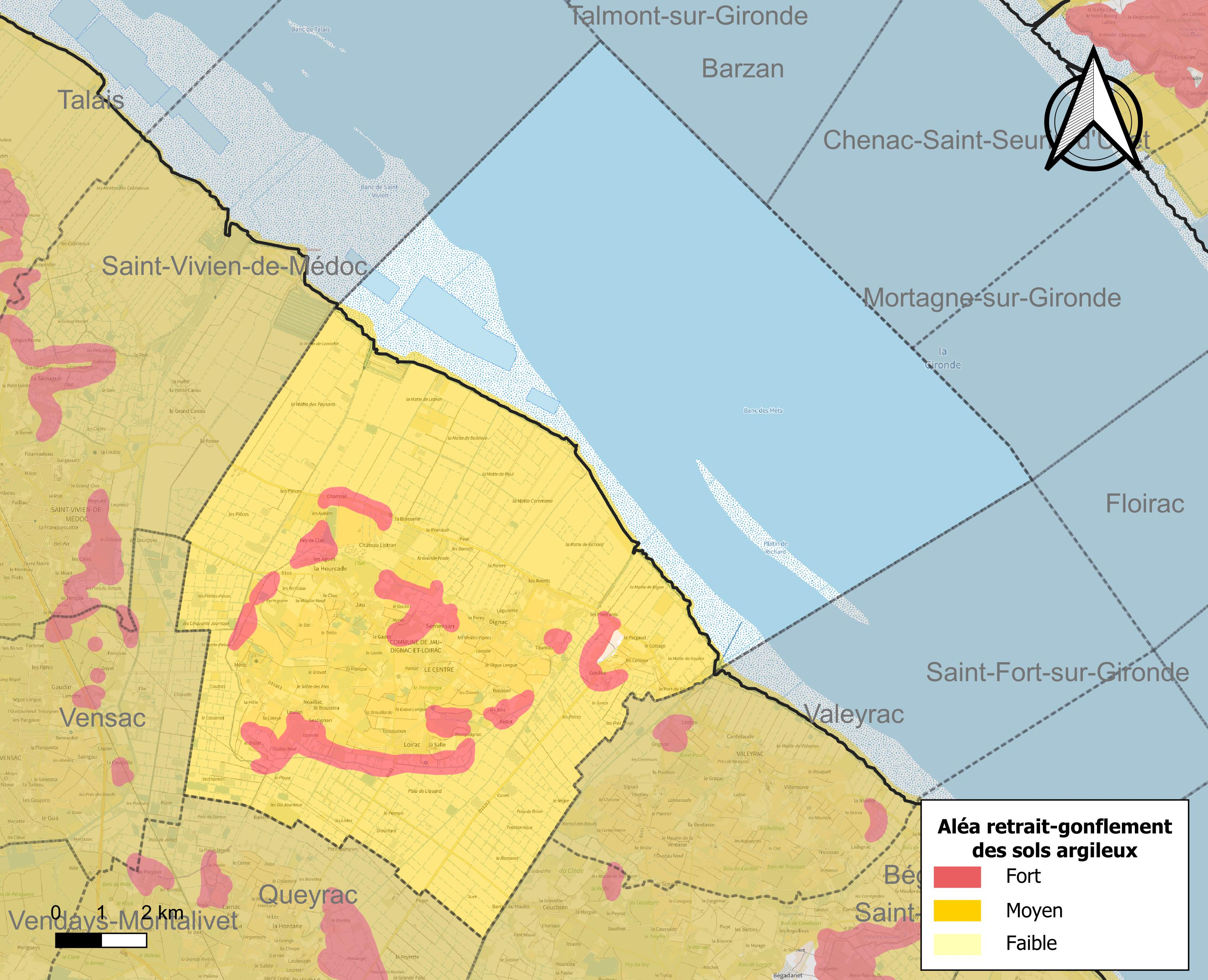
Carte des zones d'aléa retrait-gonflement des sols argileux de Jau-Dignac-et-Loirac.

Le retrait-gonflement des sols argileux est susceptible d'engendrer des dommages importants aux bâtiments en cas d’alternance de périodes de sécheresse et de pluie. 51,1 % de la superficie communale est en aléa moyen ou fort (67,4 % au niveau départemental et 48,5 % au niveau national). Sur les 726 bâtiments dénombrés sur la commune en 2019, 726 sont en aléa moyen ou fort, soit 100 %, à comparer aux 84 % au niveau départemental et 54 % au niveau national. Une cartographie de l'exposition du territoire national au retrait gonflement des sols argileux est disponible sur le site du BRGM,.
Par ailleurs, afin de mieux appréhender le risque d’affaissement de terrain, l'inventaire national des cavités souterraines permet de localiser celles situées sur la commune.
Concernant les mouvements de terrains, la commune a été reconnue en état de catastrophe naturelle au titre des dommages causés par la sécheresse en 2003, 2005, 2009, 2012 et 2017 et par des mouvements de terrain en 1999.

## Toponymie
Jau-Dignac-e-Hloirac en occitan.

## Histoire

### Moyen Âge
Dès le VIe siècle, le développement du Christianisme dans les villages entraîne la fondation de paroisses rurales, autour d’une église et d’un cimetière. C’est ainsi qu’ont été constituées les trois anciennes paroisses.
La plus ancienne est celle de Jau, dédiée à saint Pierre vers la fin du VIIe siècle. De cette paroisse matrice se séparent entre les VIIIe et Xe siècles deux autres paroisses, celle de Dignac dédiée à saint Pierre et celle de Loirac dédiée à saint Romain.
Au village de Goulée est érigée dans le courant du XIIIe siècle la Chapelle Saint-Siméon, sur l’emplacement d’un site archéologique dont l’occupation remonte à l’époque gallo-romaine.
En 1599, Henry IV, par un édit royal, confie au Flamand Bradley, l’assainissement systématique des marais du Bas-Médoc. Cependant c’est le Duc d’Epernon, Sieur de Lesparre et nouveau propriétaire en 1633 de la Sirie de Loirac qui, au cours du XVIIe siècle, avec le concours des Flamands Alsen, Gorie et Batten, donne un véritable essor aux travaux entrepris.

### Révolution Française et Empire
Après la révolution, par décret de l'Assemblée Constituante du 14 octobre 1790, la structuration locale se réorganise, la commune se substitue aux paroisses.
Dès 1791, les trois anciennes paroisses sont alors réunies en une seule commune : «Jau-Dignac-et-Loirac», avec élection d'un maire commun. Si cette réunification se révèle bénéfique dans bien des domaines, il subsiste toutefois un esprit de «clocher».
Pendant ce temps, avec le concours notamment financier de l'Archevêque Donnet et la connivence de la majorité des conseillers municipaux, les Loiracais outrepassent leur droit. Ils démolissent leur église et entreprennent la construction d'une église plus grande, au point de jonction des trois anciennes paroisses, avec l'arrière-pensée que celle-ci devienne l'église succursale, donc principale.

### Époque Contemporaine
En 1844, cette église est achevée, mais le nouveau conseil municipal n'y autorise pas la pratique du culte. Toutes les autorités civiles et religieuses veulent en finir avec ces querelles de clocher d'autant qu'une partie de la population n'est pas hostile au projet de cette église centrale.
Sur proposition de l'Archevêque, le Ministère de l'Instruction Publique et des Cultes, décrète le 25 mars 1850, que l'église de Loirac, soit érigée en succursale, un vicaire est nommé et le culte y est autorisé. Par un nouveau décret du 21 juin 1852, les églises de Jau et de Dignac sont supprimées et le 3 janvier 1854, la Commission des Monuments Historiques en permet la démolition. Les cimetières des trois églises sont désaffectés mais conservés en place pour respecter le souhait des familles. Jau-Dignac-et-Loirac forme alors une seule commune avec une seule paroisse. Cette église centrale est placée sous l'invocation de saint Paulin de Nole. Le mobilier des anciennes églises y est transporté et les cloches des trois anciennes paroisses sont remontées dans le clocher. Ce clocher a servi de sommet d'un triangle pour l'établissement de la carte d'État-major en 1864 et ce sont les cloches de Jau-Dignac-et-Loirac qui ont sonné dans le Médoc la fin de la dernière guerre mondiale.

## Politique et administration
La commune est en zone de revitalisation rurale

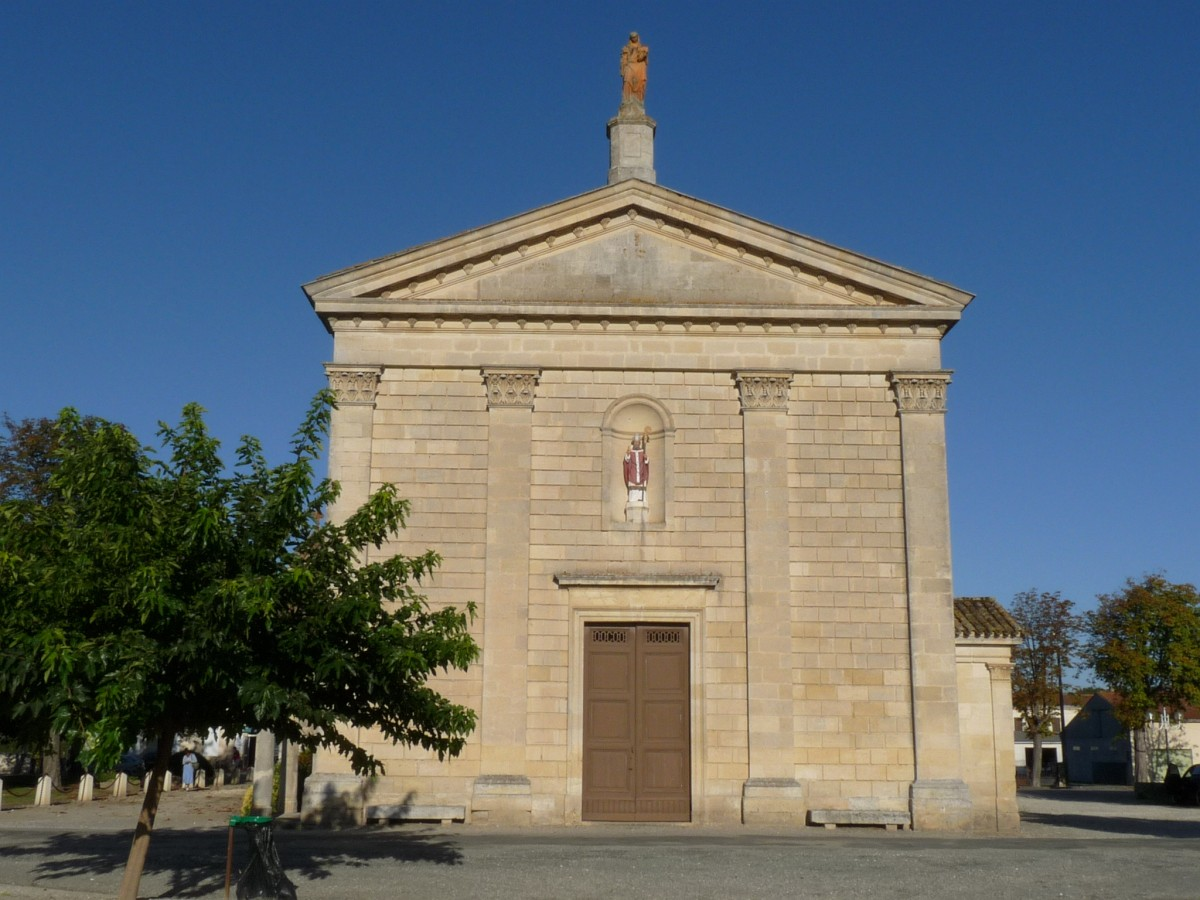
Église Saint-Paulin
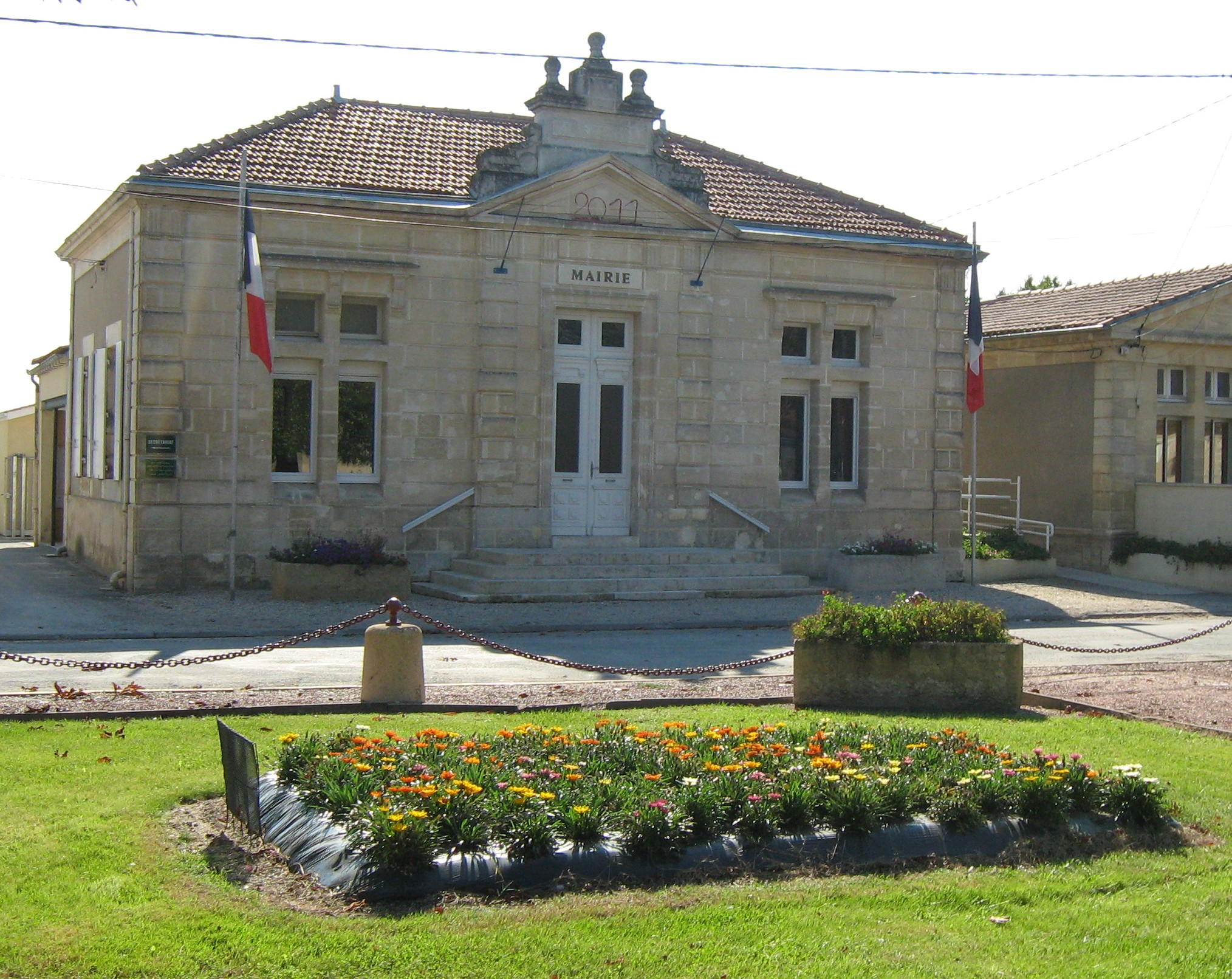
mairie

## Population et société
Les habitants sont appelés les Jovisiens.

### Démographie
| 1793 | 1800  | 1806  | 1821  | 1831  | 1836  | 1841  | 1846  | 1851  |
| ---- | ----- | ----- | ----- | ----- | ----- | ----- | ----- | ----- |
| 594  | 1 068 | 1 362 | 1 519 | 1 608 | 1 707 | 1 730 | 1 787 | 1 798 |

| 1856  | 1861  | 1866  | 1872  | 1876  | 1881  | 1886  | 1891  | 1896  |
| ----- | ----- | ----- | ----- | ----- | ----- | ----- | ----- | ----- |
| 1 805 | 1 747 | 1 730 | 1 747 | 1 825 | 1 880 | 1 879 | 1 826 | 1 749 |

| 1901  | 1906  | 1911  | 1921  | 1926  | 1931  | 1936  | 1946 | 1954  |
| ----- | ----- | ----- | ----- | ----- | ----- | ----- | ---- | ----- |
| 1 593 | 1 633 | 1 539 | 1 275 | 1 290 | 1 211 | 1 242 | 946  | 1 050 |

| 1962 | 1968 | 1975 | 1982 | 1990 | 1999 | 2006 | 2008  | 2013  |
| ---- | ---- | ---- | ---- | ---- | ---- | ---- | ----- | ----- |
| 946  | 909  | 808  | 803  | 836  | 866  | 978  | 1 010 | 1 009 |

| 2018 | 2022 | - | - | - | - | - | - | - |
| ---- | ---- | - | - | - | - | - | - | - |
| 960  | 982  | - | - | - | - | - | - | - |

### Manifestations culturelles et festivités
Événements notables réguliers :
- 3e week-end de juin : Fête du village ;
- Juillet/août : fête du phare de Richard, Marché Gourmand, Fête du Port de Richard et la Nuit des Carrelets.

### Sports
- Association cyclotouriste

#### Sentiers de petite randonnée
- Boucle du Phare de Richard

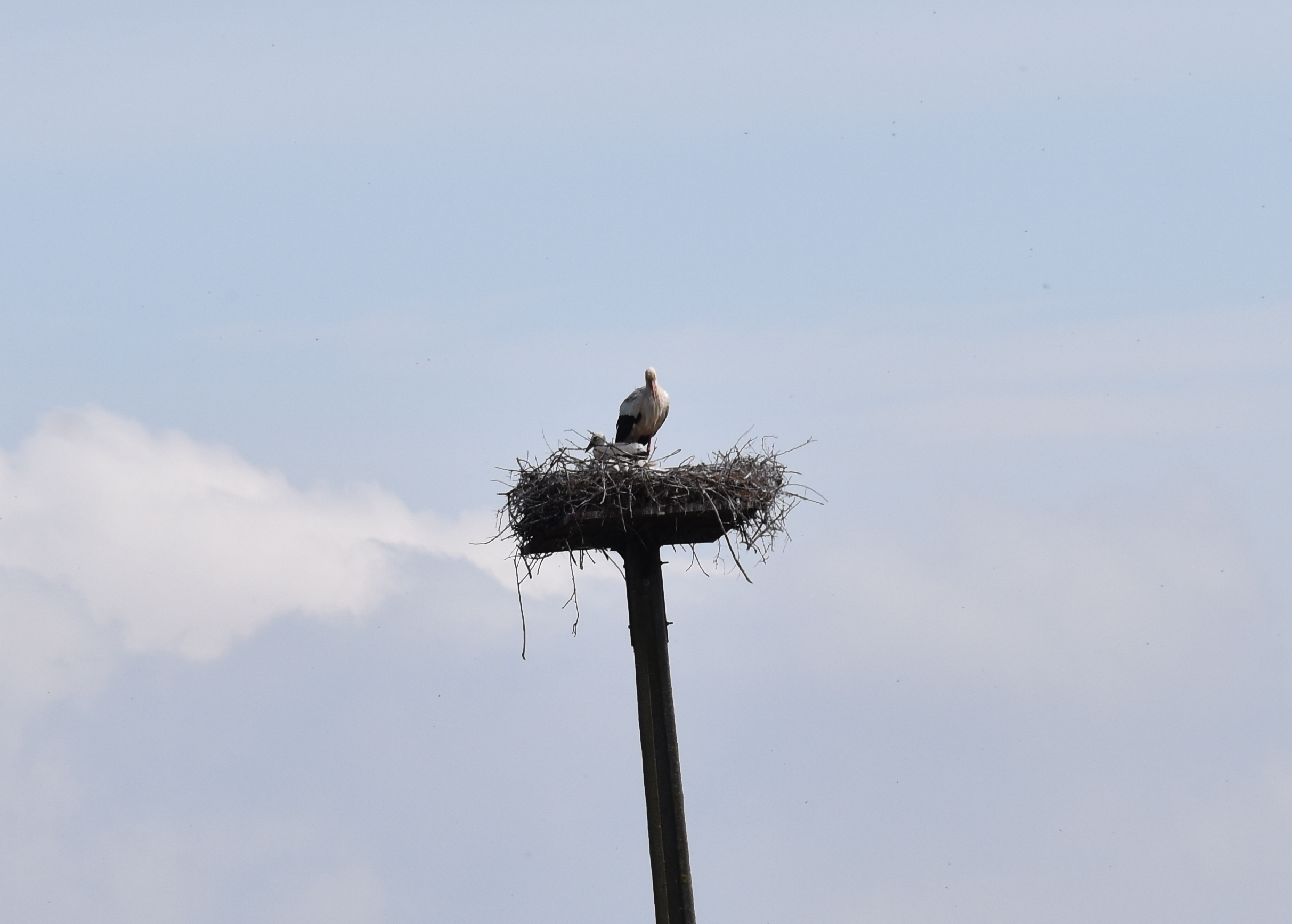
Cigogne et cigogneauau aux abords de la commune.

- Circuit de la Chapelle: Randonnée de découverte du patrimoine par le site archéologie de la Chapelle et le Port de Goulée.
- Boucle des trois Paroisses: randonnée de découverte historique de la commune par les trois anciennes et typiques paroisses de Jau, Dignac et Loirac.

## Économie
En 2015, Jau-Dignac-et-Loirac compte 101 entreprises implantées sur son territoire, dont 41 entreprises de commerces et services soit 40,6%
La commune de Jau-Dignac-et-Loirac compte, en 2015, 25 entreprises de 1 à 9 salariés (soit 24,8%) et 1 entreprise de plus de 10 salariés (soit 1%).

### Entreprises et Commerce

#### Agriculture
- Zone viticole du Médoc.

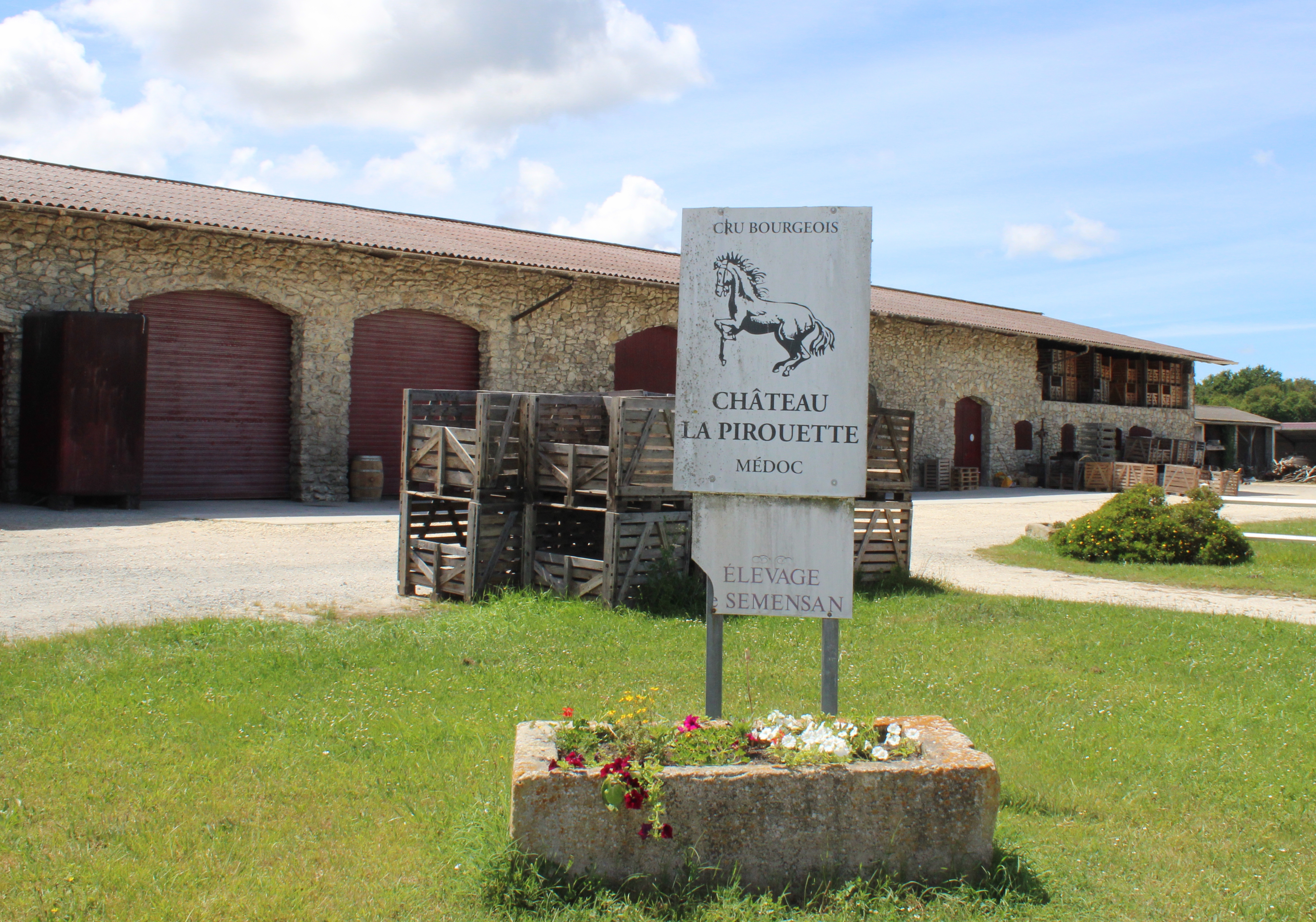
Le Château La Pirouette.
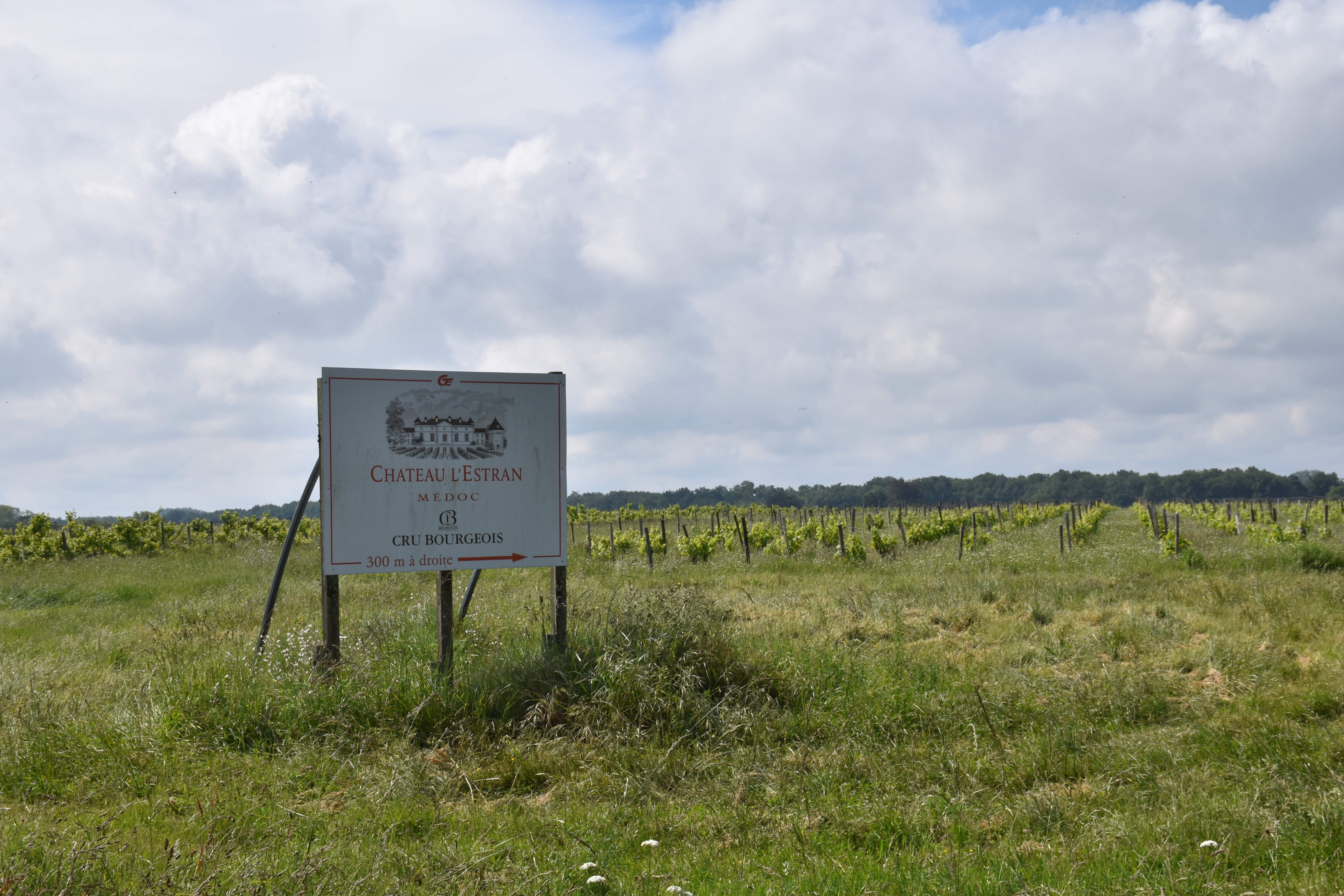
Le château L'Estran.
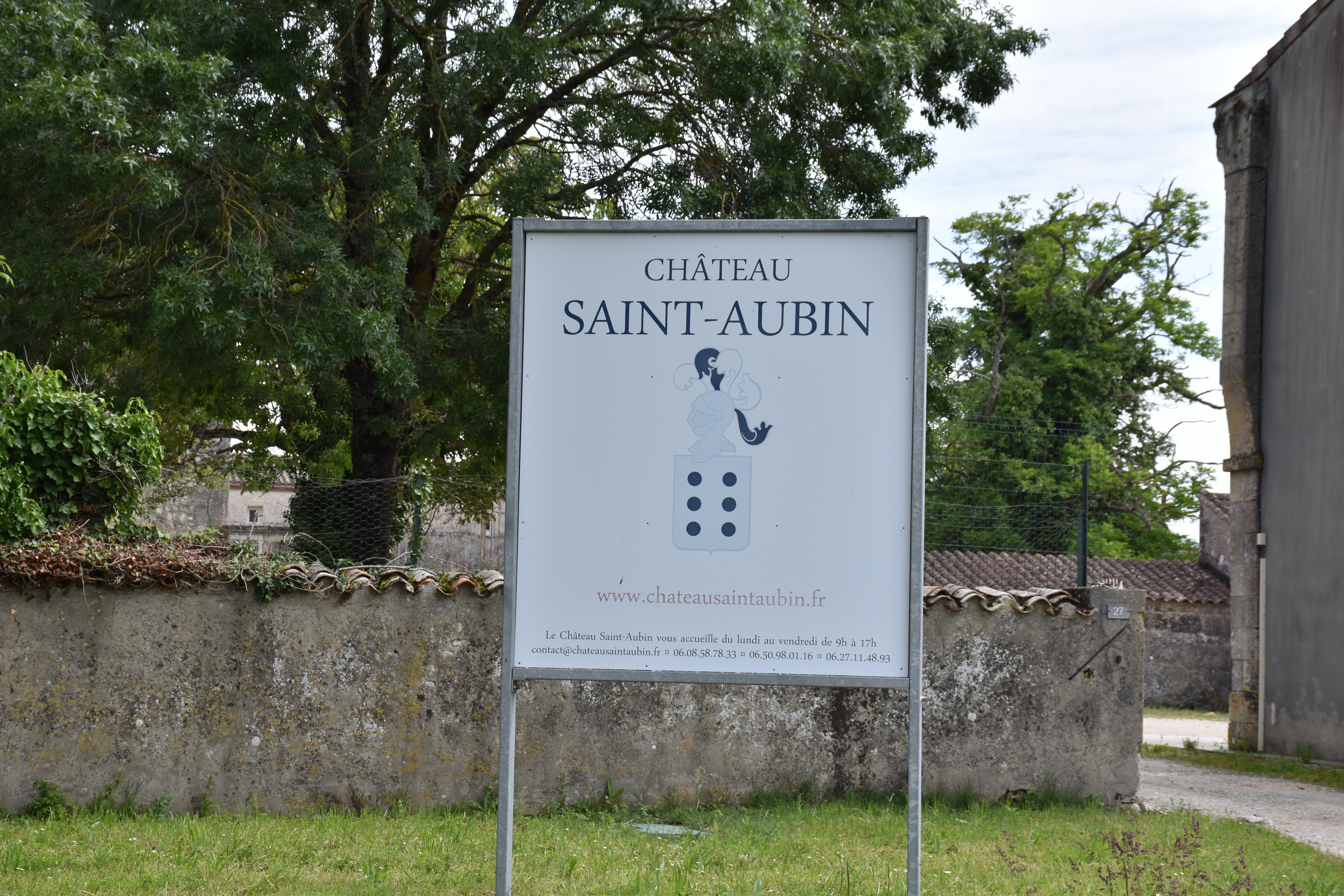
Le château Saint-Aubin.
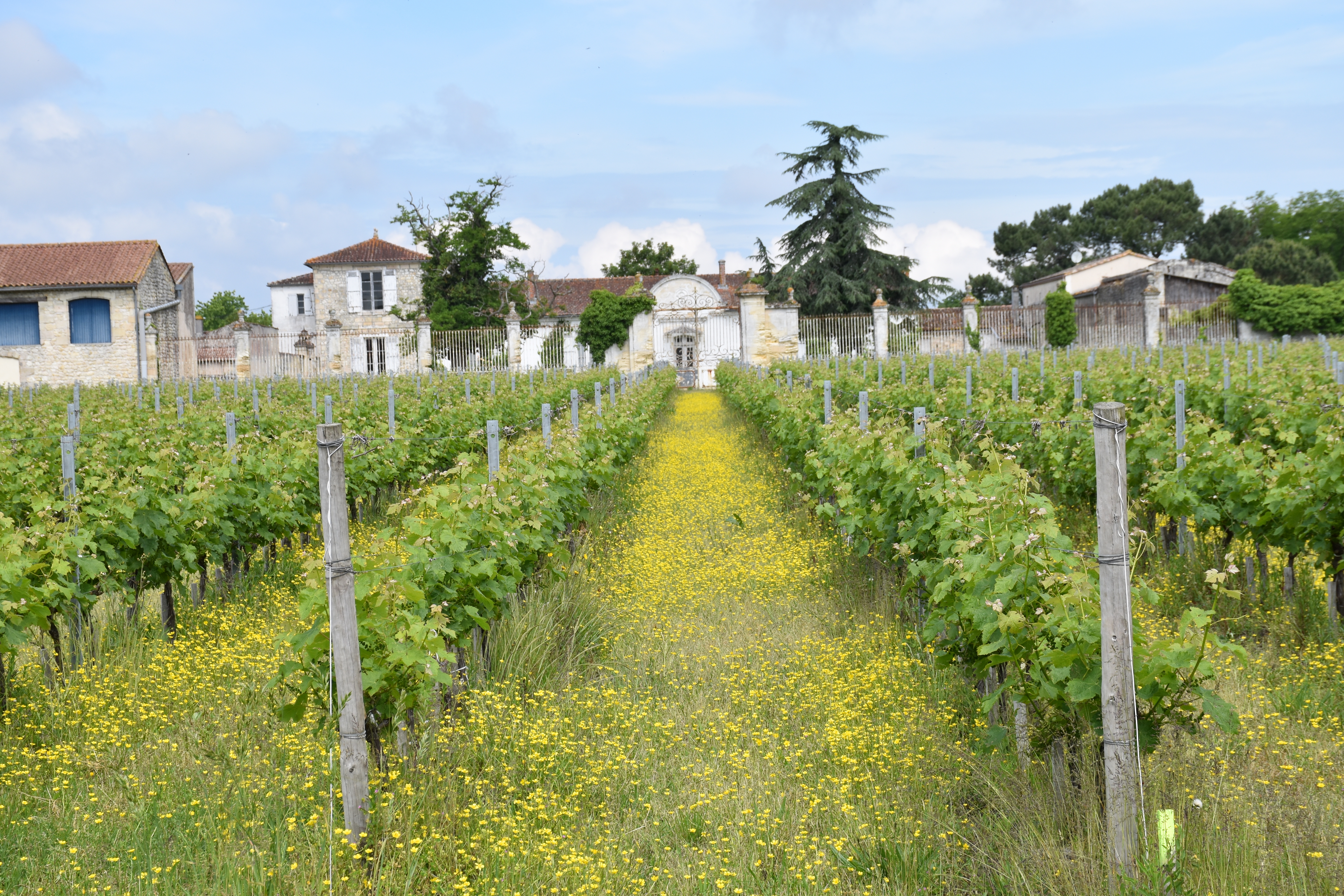
Le château Saint-Aubin.

Le Château La Pirouette est un  des vins d'appellation Médoc produit sur le terroir de la commune.
Le Château L'Estran est un  des vins d'appellation Médoc (Cru bourgeois) produit sur le terroir de la commune.

#### Commerces
- Épicerie générale
- Salon de coiffure

## Culture locale et patrimoine

### Lieux et monuments

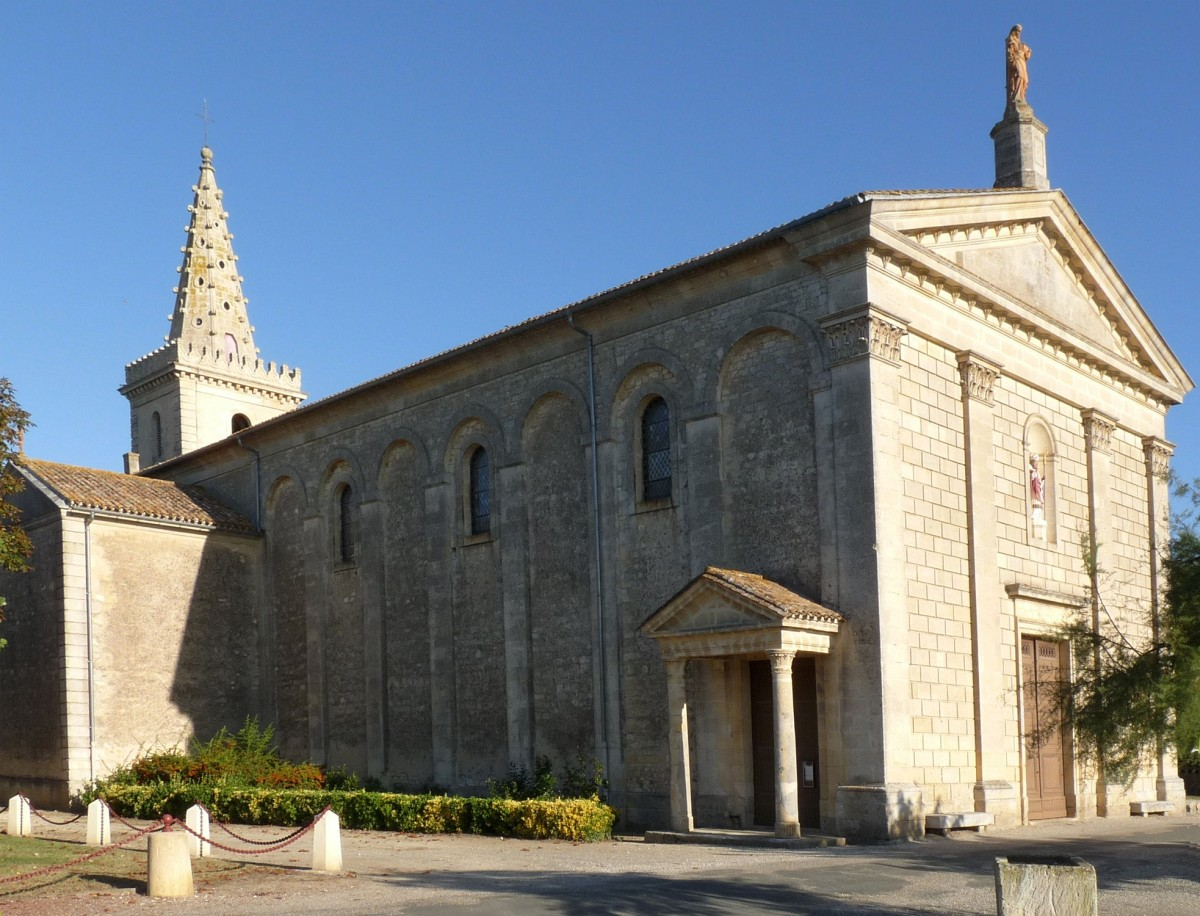
L'église Saint-Paulin
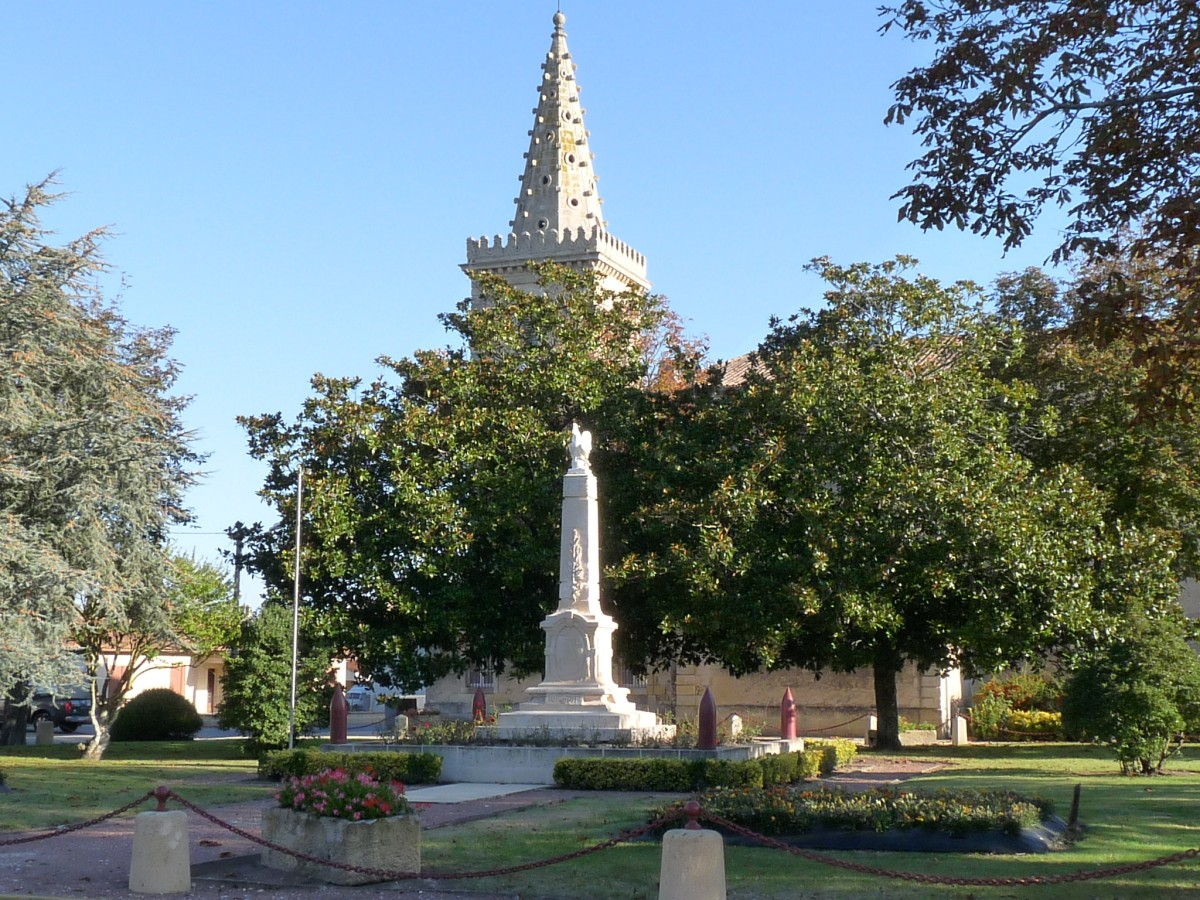
Le monument aux morts devant l'église
Les carrelets

- Église paroissiale Saint-Paulin est située au Centre.

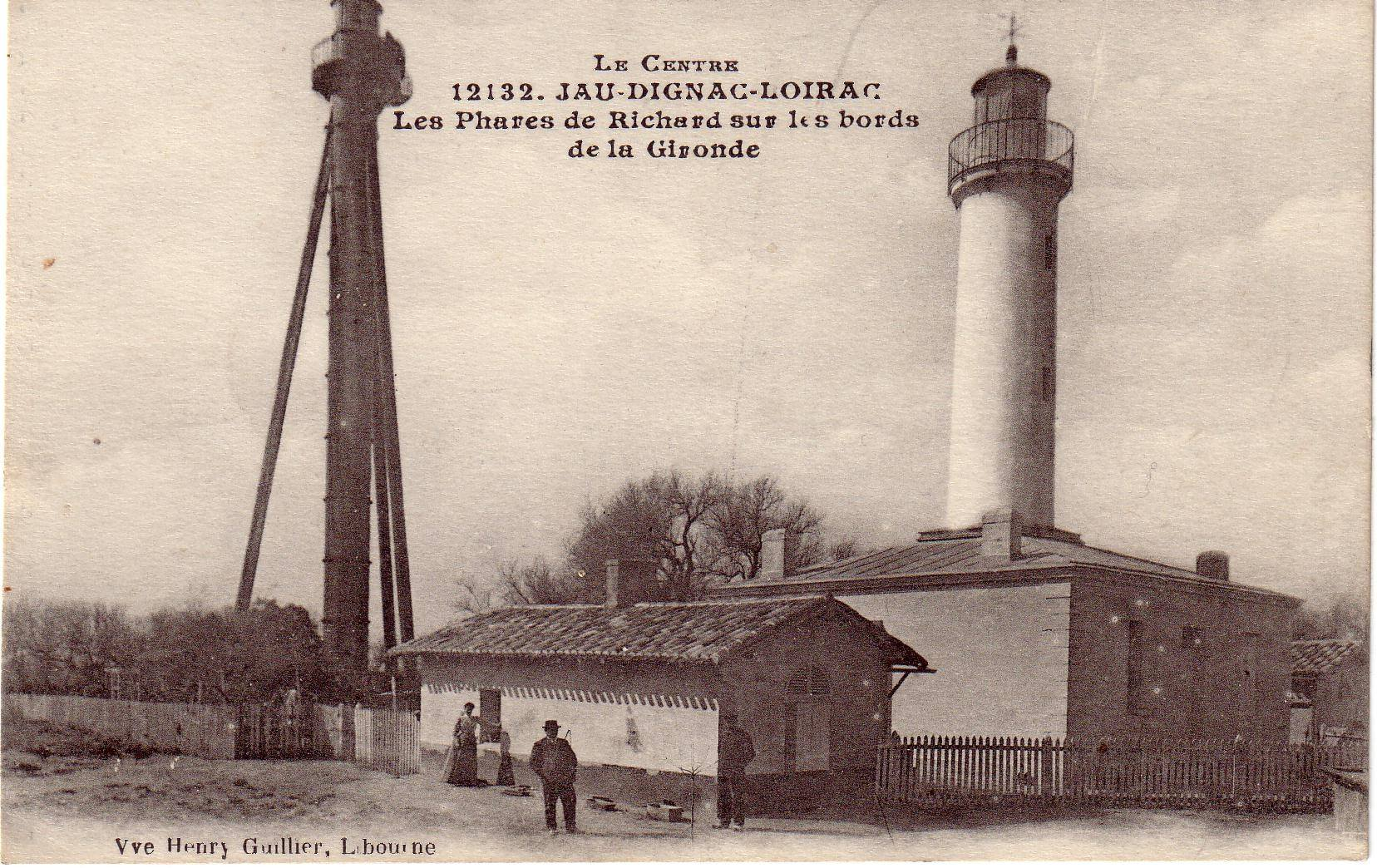
Le Phare de Richard c’est en réalité deux phares.

- Le Phare de Richard en réalité deux phares.Le Phare de Richard c’est en réalité deux phares.  Le premier, en pierre, a été construit en 1843, mis en service en 1845 et remplacé parce que trop petit (18 mètres) par une tour métallique dès 1871. Cette tour métallique mesurait 31 mètres et a servi jusqu’en 1953, date à laquelle des bouées lumineuses situées directement sur le chenal de navigation l’ont remplacé. En 1956, la phare métallique est détruit pour des raisons de sécurité avant la mise en vente du domaine. En 1984 un groupe de jeunes du village décide de nettoyer les lieux envahis par la végétation. Le Maire de l’époque, soutient l’initiative et la commune rachète le phare. Depuis sa rénovation, le site est géré et entretenu par les bénévoles de l’Association Communale du Phare de Richard.
- Port de Richard

### Le port de Richard - Galerie

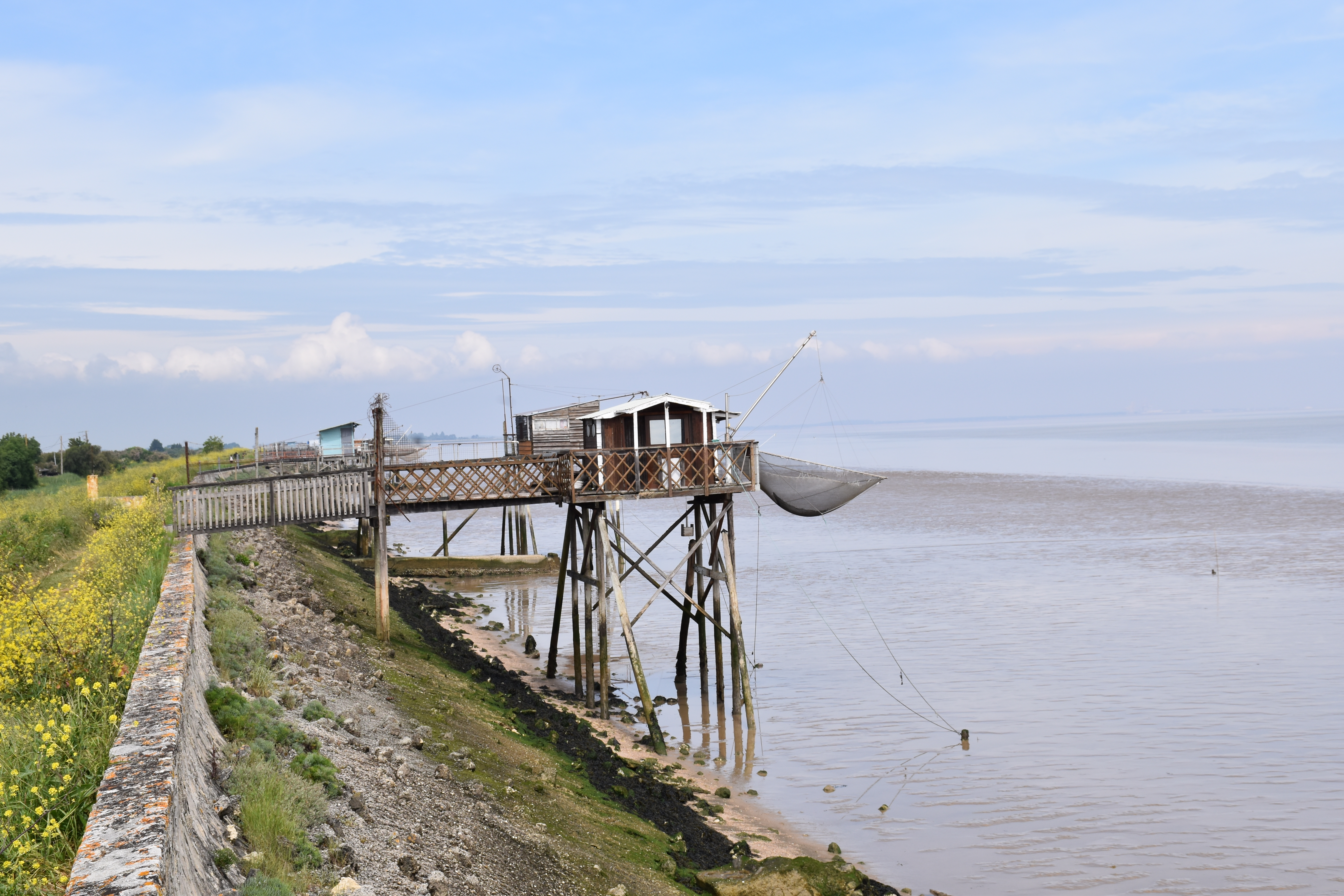
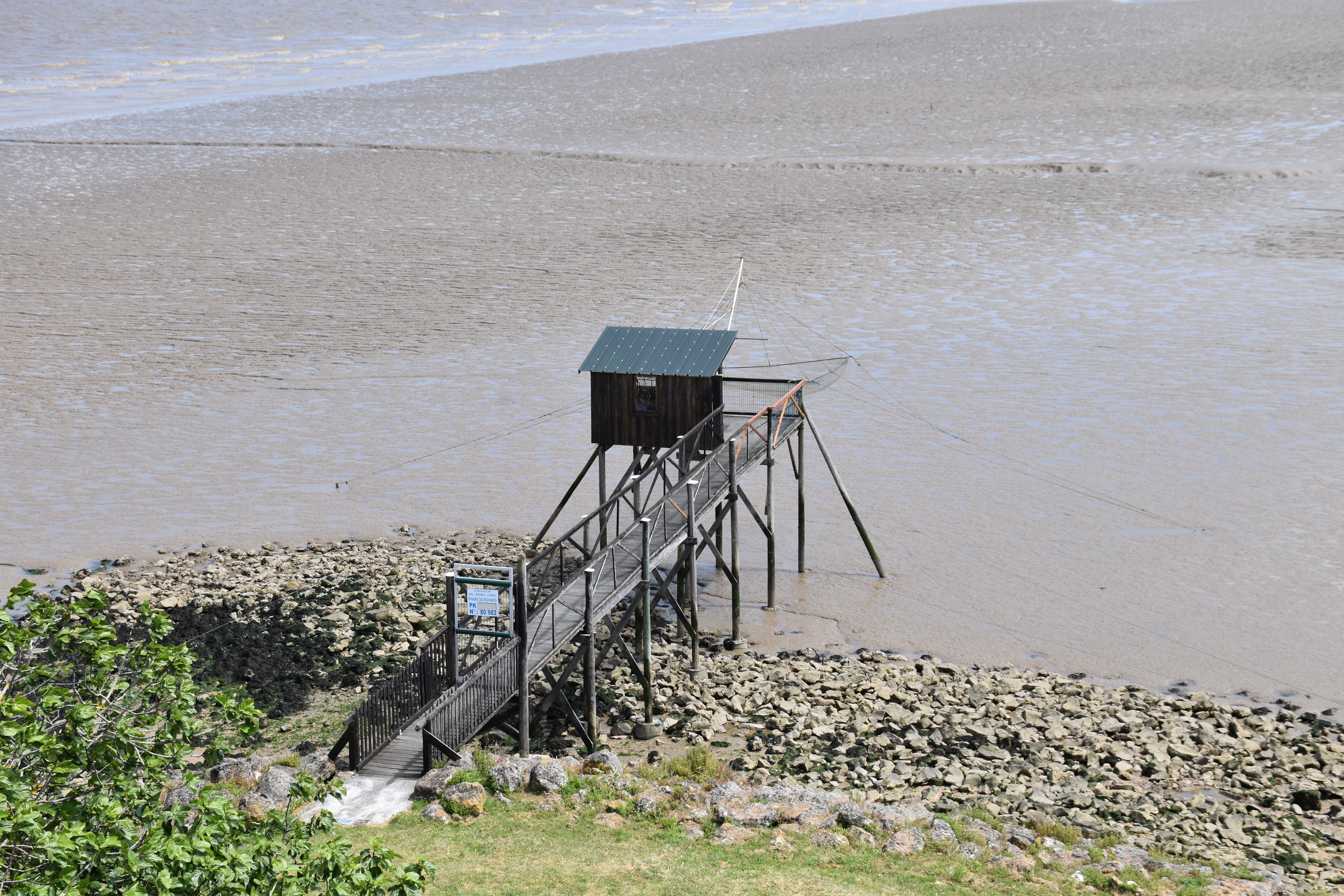
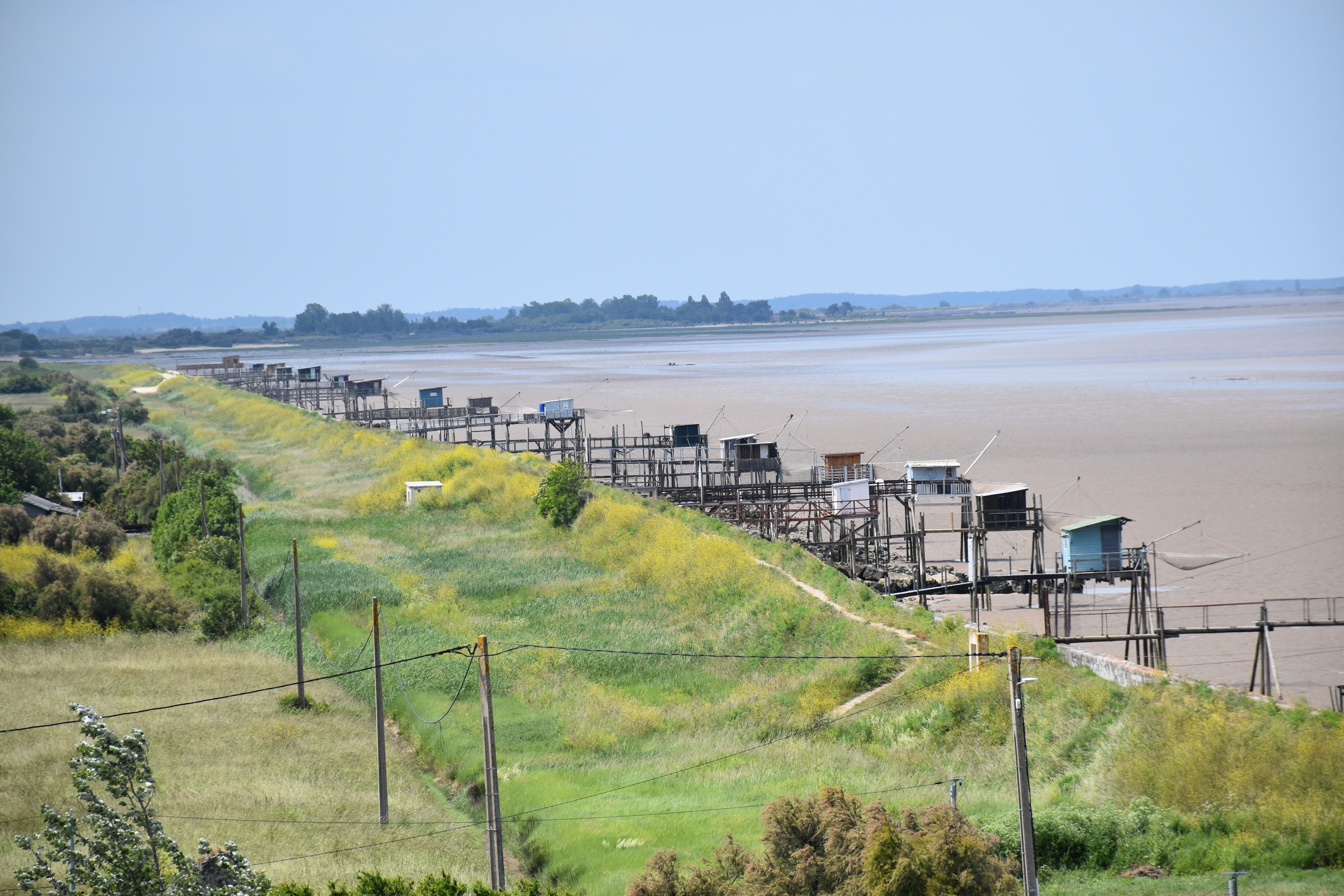

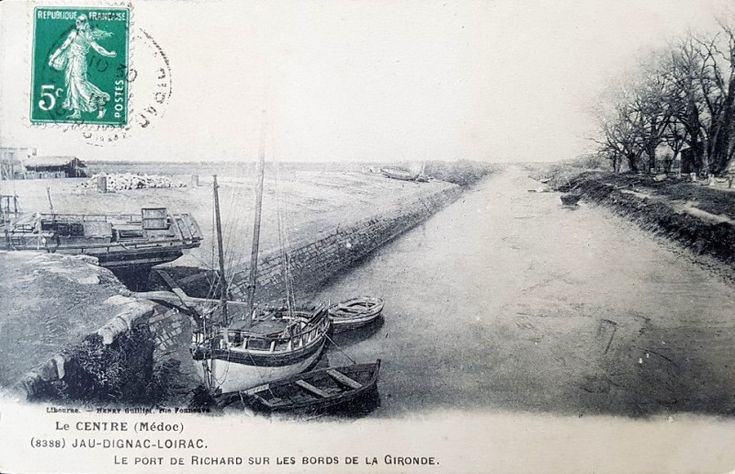
Carte postale du Port de Richard vers 1910.
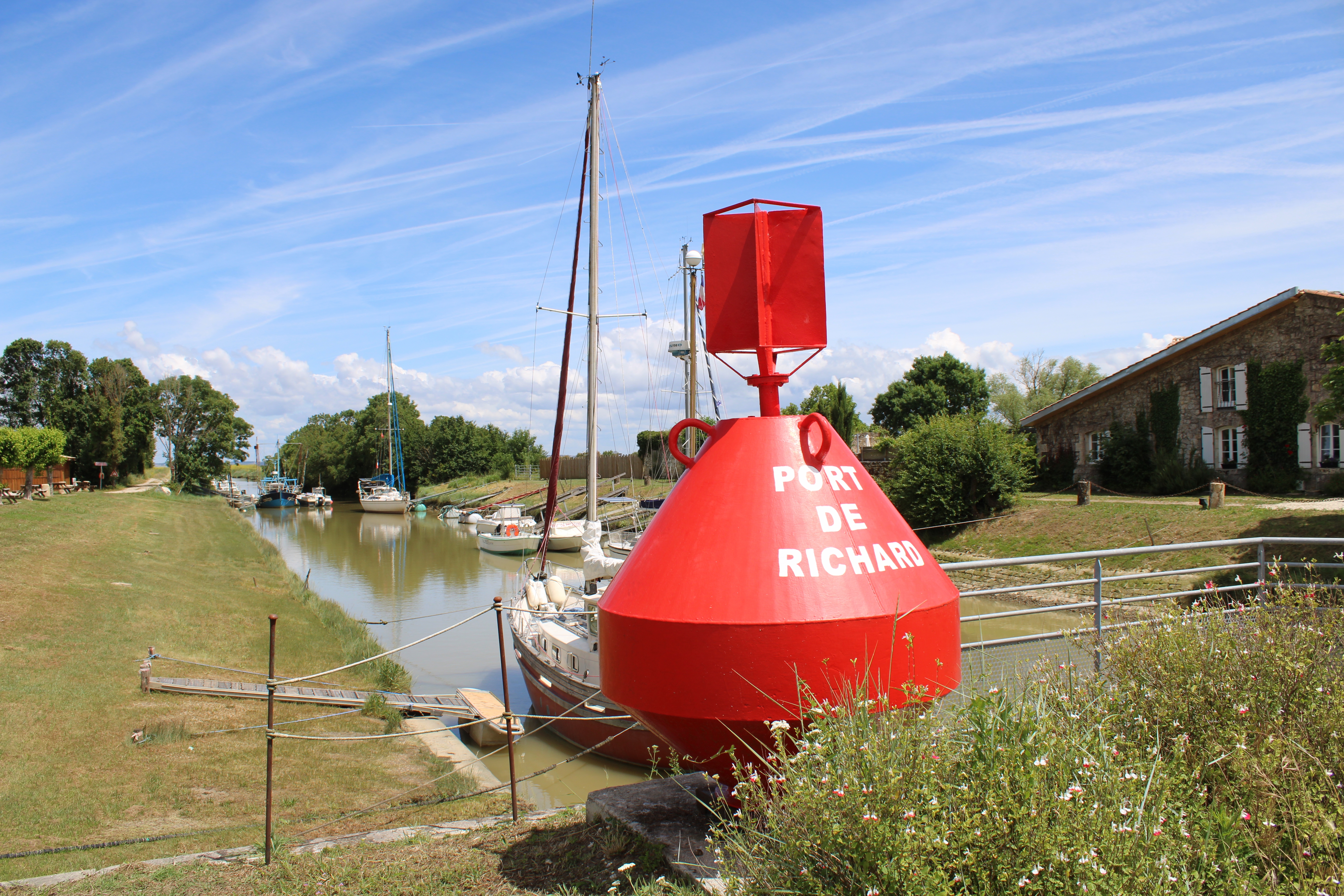
La bouée du Port de Richard.
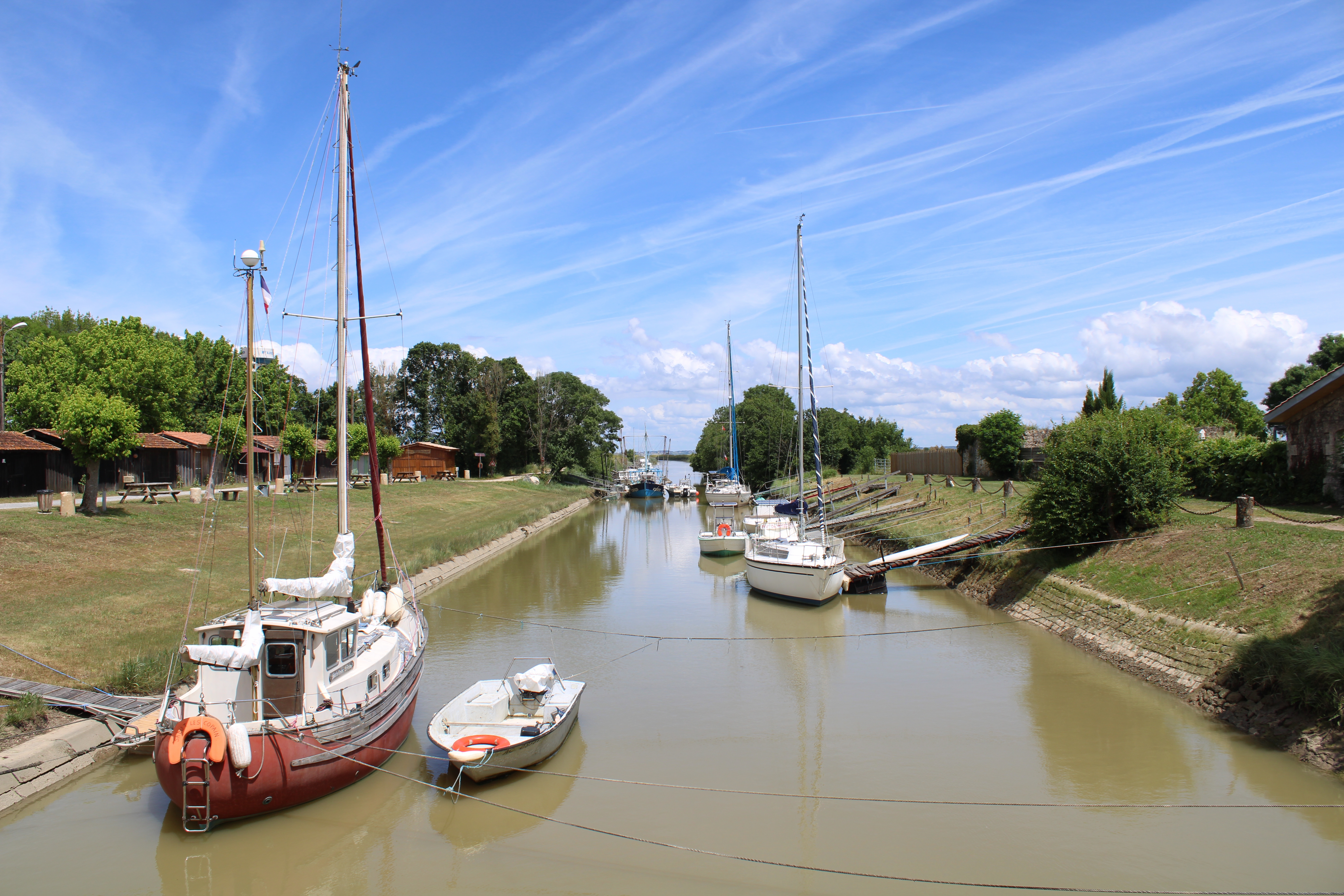
Vue du port à marée haute
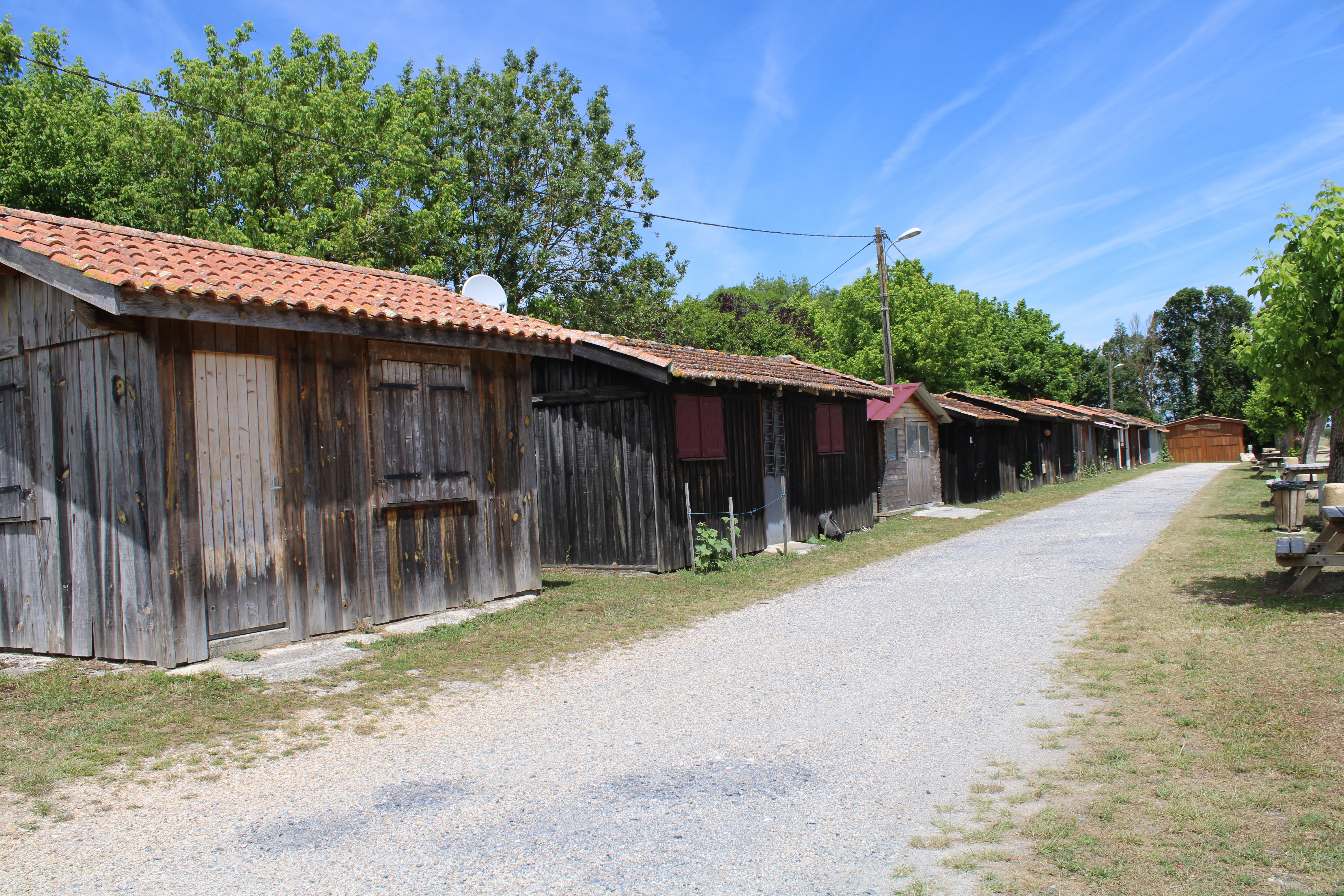
Les cabanes de pêcheurs et restaurants
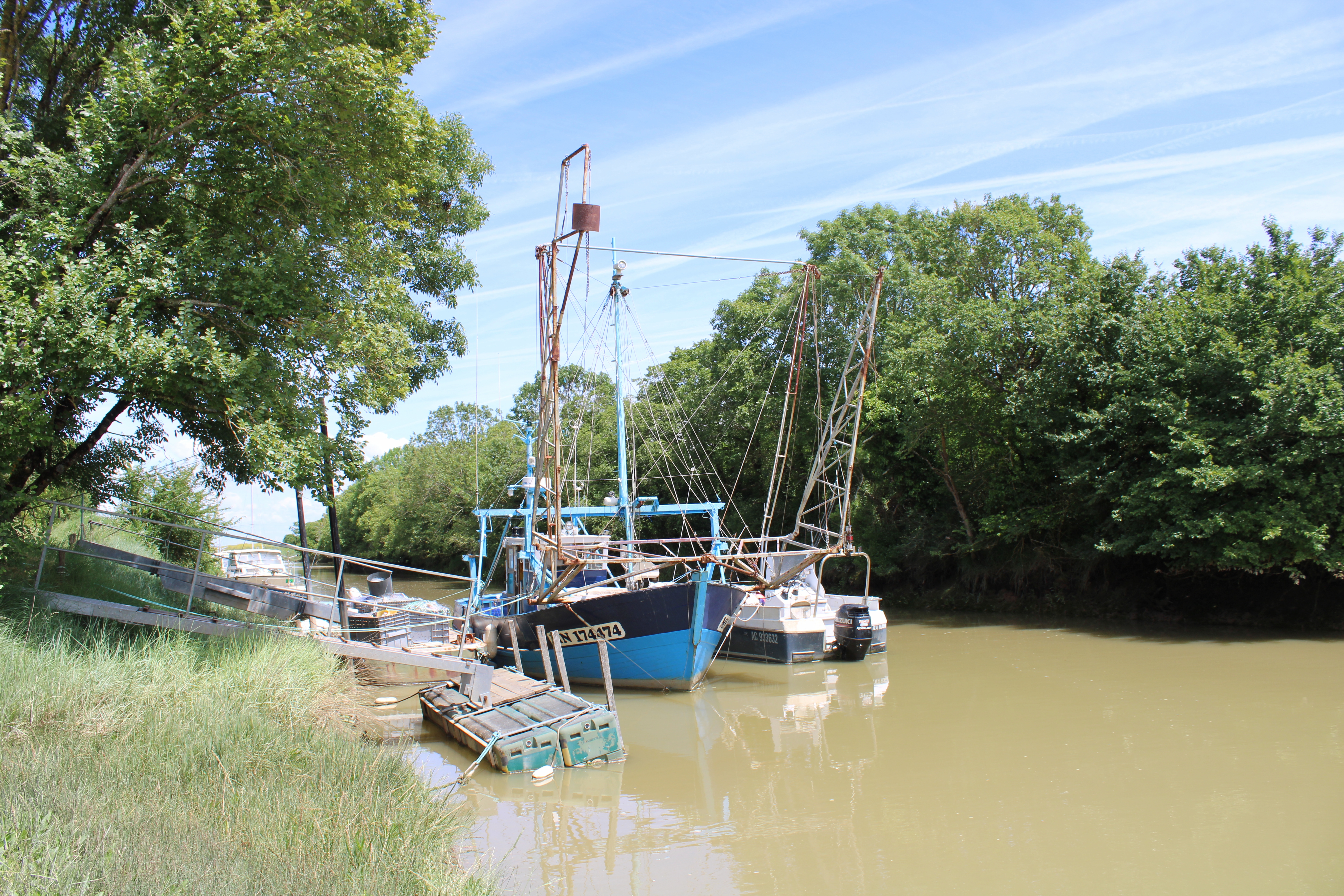
Bateaux à quai.

- Le site archéologique de  « La Chapelle Saint Siméon» se situe sur la commune de Jau-Dignac-et-Loirac, sur la rive gauche de l'estuaire de la Gironde et à environ 950m des berges du fleuve. Il apparaît sur un ancien îlot de l'estuaire : le « hameau de Goulée[29] ». Les vestiges mis au jour attestent d'une occupation du site depuis l'antiquité. Ce site archéologique a été découvert en 2000 à la suite de travaux agricoles. Durant l'été 2000, une opération de sauvetage permettant d'estimer le potentiel archéologique du terrain a été menée par une équipe de l'INRAP[30]. Cette intervention, comprenant une série de sondages et tranchées, s'est réalisée sur une superficie de 6 840 m2 environ. Un décapage de surface, mené aux alentours d'un sarcophage mis au jour à la découverte du site, a permis de reconnaître l'emprise d'un bâtiment funéraire. Par la suite, d'autres tranchées ont été ouvertes dans plusieurs directions afin de mesurer l'étendue du site. En 2001, une campagne de fouille a permis de mettre au jour une surface de 300 m2 correspondant à l'emprise d'une chapelle. La fouille de ce site, prolongée de 2003 à 2005 sous forme de d'opération programmée triennale et de 2007 à 2009, fait l'objet d'un chantier école, permettant ainsi à de nombreux étudiants de venir chaque année acquérir des techniques de fouilles propres à l'archéologie et à l'anthropologie[31].

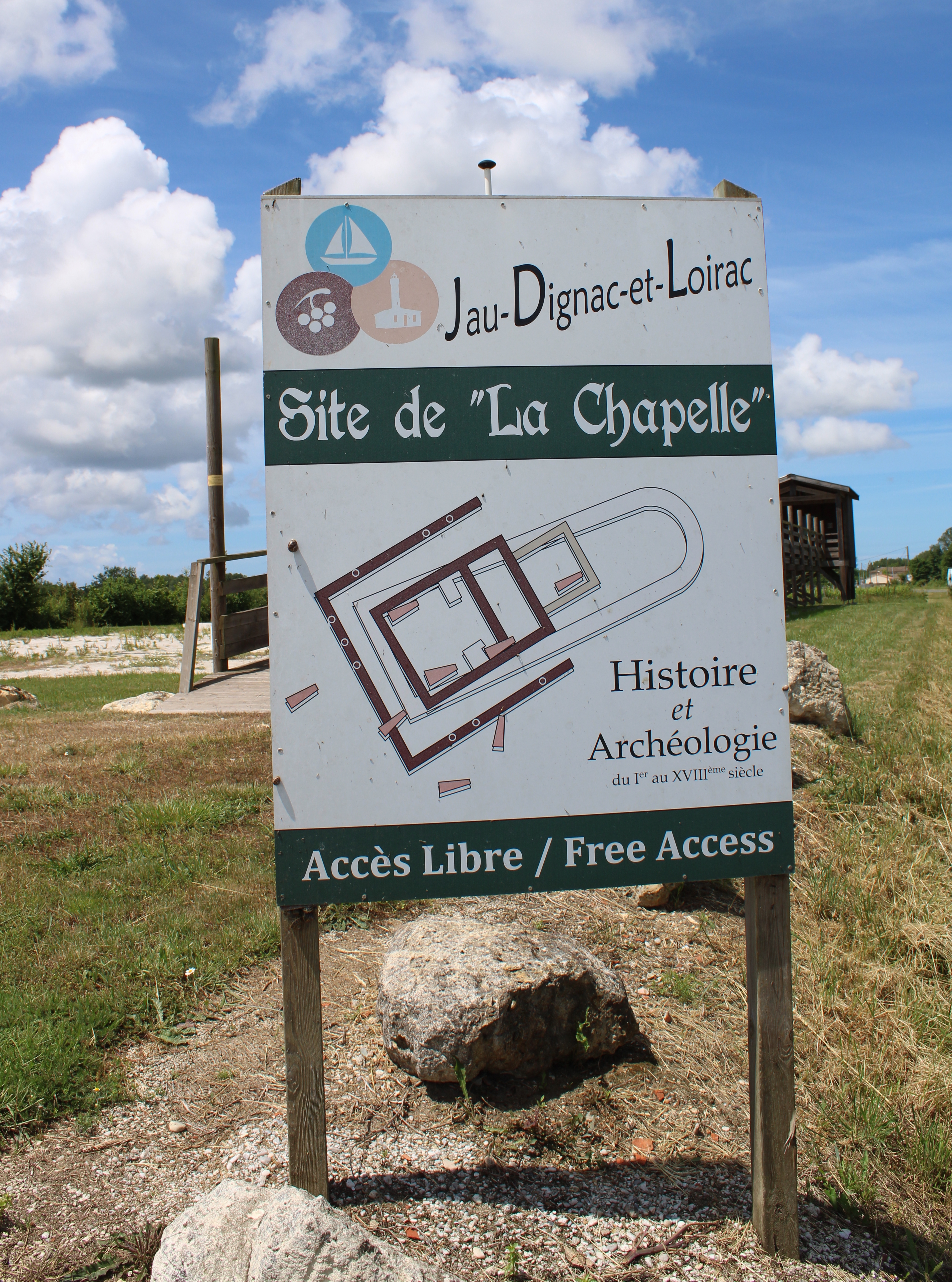
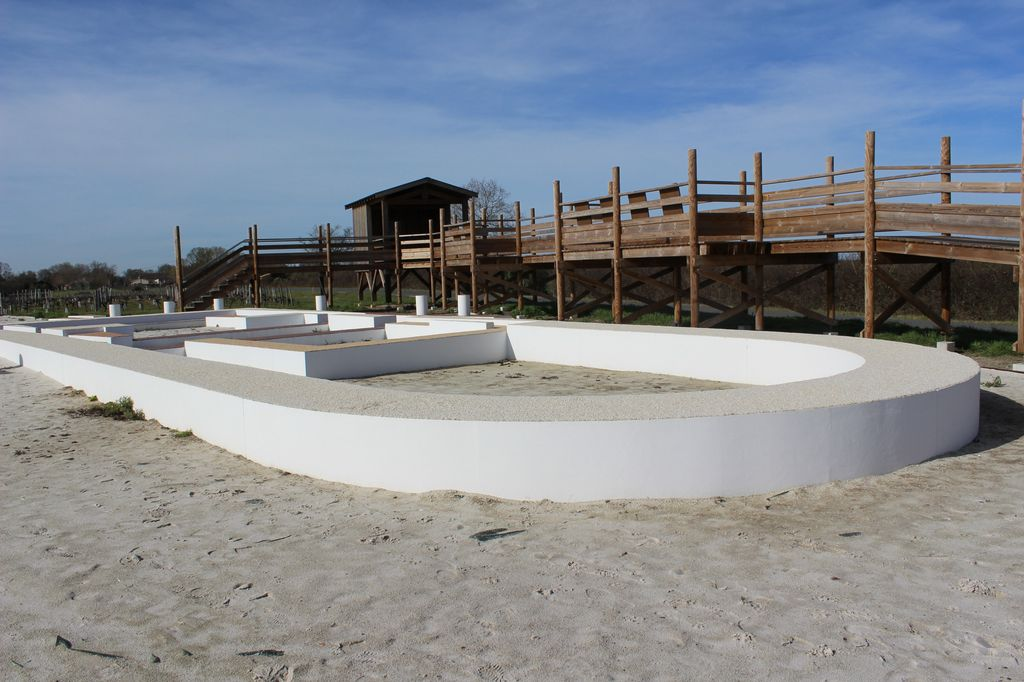
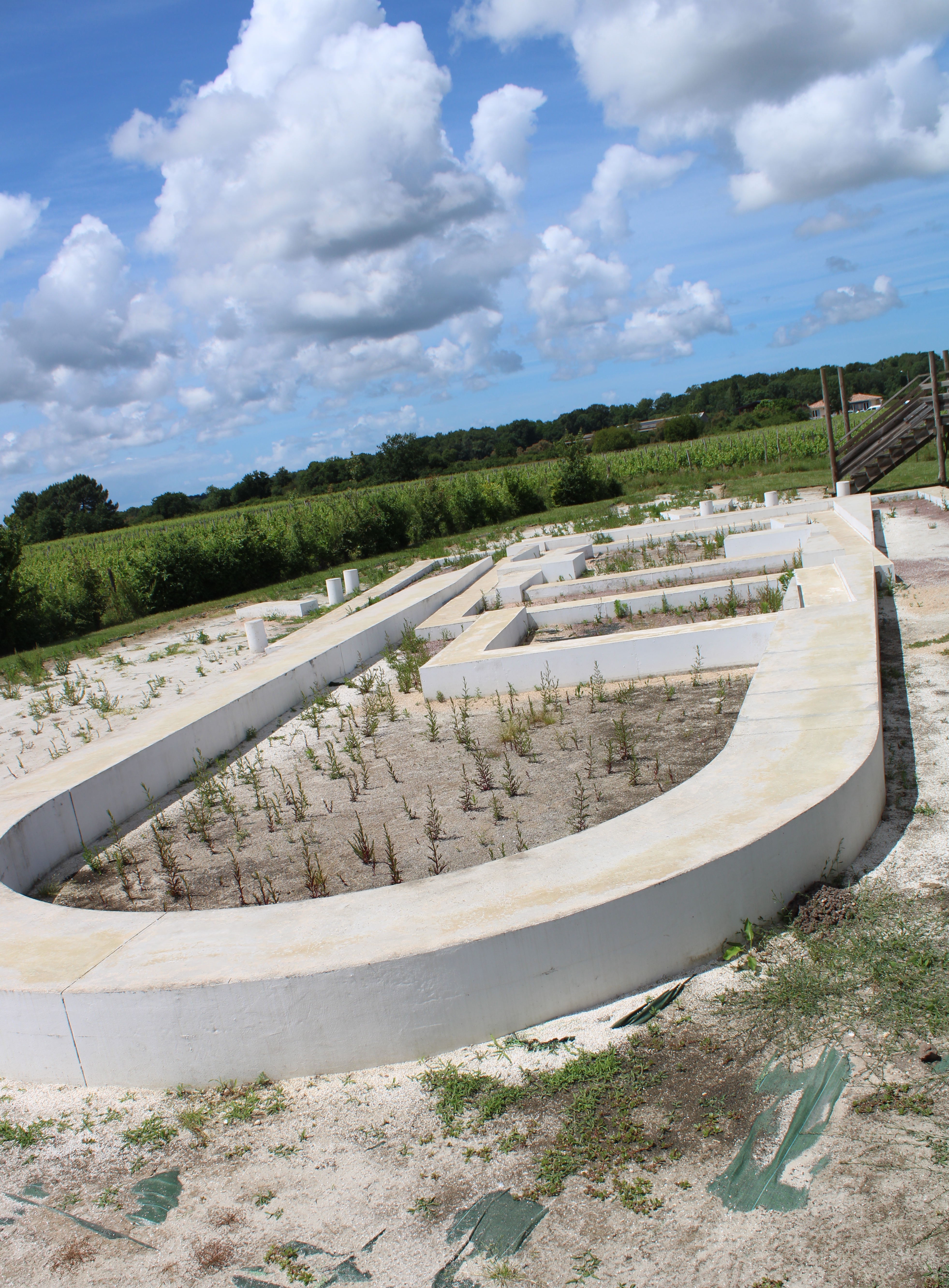

- Le Monument aux morts
- Les carrelets

### Sports
- Association cyclotouriste

#### Sentiers de petite randonnée
- Boucle du Phare de Richard
- Circuit de la Chapelle: Randonnée de découverte du patrimoine par le site archéologie de la Chapelle et le Port de Goulée.
- Boucle des trois Paroisses: randonnée de découverte historique de la commune par les trois anciennes et typiques paroisses de Jau, Dignac et Loirac.

## Héraldique
| Blason de Jau-Dignac-et-Loirac | Blason  | D’argent au phare constitué d’une bâtisse de gueules ouverte et ajourée d’acier au naturel, essorée d’or, et d’une tour aussi de gueules ajourée de sable, sommé d’une lanterne du champ mouvant du chef, aux buissons de sinople chargeant le bâtiment en pointe, le tout soutenu d’une crevette contournée de gueules posée en fasce, à la grappe de raisin de pourpre feuillée de sinople brochant en abîme, à la filière soudée aussi d’or*. |
| Blason de Jau-Dignac-et-Loirac | Détails | * Ces armes emploient le terme « cousu » dans le seul but de contrevenir à la règle de contrariété des couleurs : elles sont fautives : or sur argent. Le statut officiel du blason reste à déterminer. |